# Lucrecia Capello
María Lucrecia Capello (2 de diciembre de 1938-Buenos Aires, 22 de septiembre de 2016) fue una actriz argentina de cine, teatro y televisión.
Inicialmente fue docente de actuación en Guatemala, El Salvador, Estados Unidos y Argentina. Comenzó su carrera cinematográfica en 1977 en Saverio, el cruel, de Ricardo Wullicher.
Durante su carrera participó en veinte películas donde actuó con directores muy importantes, entre ellas El hombre del subsuelo, El desquite, Se acabó el curro, Cuerpos perdidos, Apariencias, entre otras; aunque a partir de 1985 actuó en televisión hasta la actualidad. También ha participado en teatro.
En 2007 ganó un premio Martín Fierro como mejor actriz de reparto en drama. En 2008 participó en el exitoso ciclo Televisión por la identidad, que fue premiado internacionalmente, también participó en la película El cine de Maite, de Federico Palazzo.

## Filmografía
- Las chicas del 3º (2014)
- El cine de Maite (2008)
- La suerte está echada (2005)
- Géminis (2005)
- Papá se volvió loco (2005)
- Próxima salida (2004)
- Tres pájaros' (2002)
- Vidas privadas (2001)
- Arregui, la noticia del día (2001)
- Apariencias (2000)
- La sonámbula, recuerdos del futuro (1998)
- Chiquilines (1991)
- Flop (1990)
- Cuerpos perdidos (1989)
- El juguete rabioso (1984)
- Se acabó el curro (1983)
- Espérame mucho (1983)
- El desquite (1983)
- Casi no nos dimos cuenta (1982)
- El hombre del subsuelo (1981)
- Los viernes de la eternidad (1981)
- El infierno tan temido (1980)
- Saverio, el cruel (1977)

## Televisión
- El elegido (2011)
- Dromo (2009)
- Televisión por la identidad (2007)
- Amas de casa desesperadas (2007)
- Doble venganza (2006-2007)
- Montecristo (2006)
- Gladiadores de Pompeya (2006)
- Mujeres asesinas (2006)
- Numeral 15 (2005)
- Vientos de agua (2005)
- Gaturro (2005)
- Un cortado (2005)
- Mujeres asesinas (2005)
- Mi fantasma favorito (2005)
- Epitafios (2004)
- Culpable de este amor (2004)
- Zafando (2003)
- Culpables (2001)
- Los buscas (2001)
- Tiempo final (2000-2001)
- Gasoleros (1999)
- Milady, la historia continúa (1998)
- Hombre de mar (1997)
- Señoras y señores (1996)
- Mamá x 2 (1996-1997)
- Poliladron (1995)
- Alta Comedia (1995)
- Chiquititas (1995)
- Viva América
- La Banda del Golden Rocket (1992)
- ¡Grande, pá! (1994)
- Rosse
- La viuda blanca
- Socorro quinto año
- El Proceso
- Prohibido pisar el Tango Hoppe
- La cruz del norte
- Bernadette Del Boca
- Chantecler
- Los Gringos Stivel

## Teatro
- El burgués gentilhombre (2011)
- Agosto (2009)
- Cremona (2008)
- Don Chicho (2003-2004)
- Corpiñeras (2000)
- Silvia (1996)
- Otros paraísos (1996)
- Cristales rotos
- El Bizco
- Equus
- El frac rojo
- La jaula de las locas
- Víctimas y victimarios
- Nadie recuerda a Frederic Chopín
- La casa de Bernarda Alba
- El destete
- La valija
- Fuenteovejuna
- Esperando la carroza
- Érase otra vez Nélida Lobato
- El mercader de Venecia
- El asesinato de la enfermera George
- Sopa de pollo
- Raíces

## Premios

### Martín Fierro
| Año  | Categoría         | Ciclo                       | Resultado |
| ---- | ----------------- | --------------------------- | --------- |
| 2007 | Actriz de reparto | Televisión por la identidad | Ganadora  |

### Premios ACE
| Año  | Categoría                            | Obra   | Resultado |
| ---- | ------------------------------------ | ------ | --------- |
| 2009 | Actriz de reparto en drama o comedia | Agosto | Ganadora  |